# Parque nacional Terepaima
El Parque nacional Terepaima es un parque nacional localizado en la región montañosa de los Estados Lara y Portuguesa, en Venezuela. Específicamente al sureste de la ciudad de Barquisimeto, capital del Estado Lara, y abarca áreas pertenecientes a los municipios Iribarren, Palavecino y Simón Planas.
Fue decretado parque nacional el 14 de abril de 1976, con la finalidad de proteger los recursos hídricos y la biodiversidad de la región. Tiene una superficie de 18 971 hectáreas. En este parque nace el río Sarare cuyas aguas alimentan el embalse Las Majaguas y contribuyen al desarrollo agrícola e industrial del estado Portuguesa.
Su temperatura varía entre los 19 y los 26 °C. Su vegetación en las partes más altas es de selva nublada con presencia de árboles como el chaparro montañero, el salvio y la manzanita de montaña, así como varias especies de helechos.
En el parque se encuentran varias especies en peligro de extinción como son el oso frontino y el jaguar, también se encuentran otros mamíferos como cachicamos, lapas, rabipelados, monos araguatos, monos capuchinos, mapurites, cunaguaros, venados, dantas, osos meleros, pumas y báquiros. 
Las aves que predominan son tortolitas, guacharaca, paují de copete, moriche blanco, cristofué, paraulata llanera, querrequerre y paují copete de piedra, entre otras.
También se pueden encontrar especies de reptiles como la serpiente cascabel, la mapanare y la tigra cazadora.

## Relieve
Presenta un relieve accidentado con variaciones que van de los 300 m s. n. m. en el río Sarare, hacia la cuenca del río Orinoco, a los 1775 m s. n. m. en la parte más alta de la Fila Terepaima. Desde el punto de vista geológico, Terepaima pertenece a la formación Los Cristales, del periodo Terciario, compuesta por rocas metamórficas similares a las de la Cordillera de la Costa.

## Amenazas y Conservación
El parque se considera críticamente amenazado por la influencia de actividades ilícitas, especialmente la caza, tala y destrucción de hábitat.
Desde el Estado Lara, ambientalistas del sector público, privado e independiente, apuestan por el Decreto de Ampliación del Parque Nacional Terepaima, espacio que garantiza la vida, agua y se enmarca en el 5.º objetivo del Plan de la Patria; "…preservar la vida en el planeta…”